# مفکانه
مفکانه (در زبان زولو: خرد کردن یا پخش کردن)، که در زبان سوتو به نام‌های دیفکانه یا لیفکانه شناخته می‌شود دوره‌ای از آشوب و جنگ میان قبیله‌های بومی جنوب آفریقا میان ۱۸۱۵ تا حدود ۱۸۴۰ بود.
شاکا به وسیله نظامی‌گری قلمرو پادشاهی زولو را گسرتش می‌داد و مفکانه از حمله‌های شاکا آغاز گردید. در این دوره خونریزی‌های بسیار زیادی صورت گرفت و خیلی از مناطق آفریقای جنوبی کاملاً خالی از سکنه گردید.